# جين غريفيثز
جين غريفيثز (بالإنجليزية: Jane Griffiths)‏ هي كاتِبة وشاعرة بريطانية، ولدت في 1970 في إكزتر في المملكة المتحدة.